# Élections législatives de 1968 dans l'Allier
Les élections législatives françaises de 1968 se déroulent les 23 et 30 juin 1968. Dans le département de l'Allier, quatre députés sont à élire dans le cadre de quatre circonscriptions.

## Élus
| Circonscription | Député sortant                         | Parti | Parti          | Député élu ou réélu | Parti | Parti          |
| --------------- | -------------------------------------- | ----- | -------------- | ------------------- | ----- | -------------- |
| 1re             | Jean Billaud suppléant de Marcel Guyot |       | PCF            | Hector Rolland      |       | UDR            |
| 2e              | Jean Nègre                             |       | FGDS (SFIO)    | Henri Védrines      |       | PCF            |
| 3e              | Pierre Villon                          |       | PCF            | Pierre Villon       |       | PCF            |
| 4e              | Gabriel Péronnet                       |       | FGDS (Radical) | Gabriel Péronnet    |       | FGDS (Radical) |

## Résultats

### Résultats à l'échelle du département
| Parti          | Parti                                           | Premier tour | Premier tour | Second tour | Second tour | Sièges |
| Parti          | Parti                                           | Voix         | %            | Voix        | %           | Sièges |
| -------------- | ----------------------------------------------- | ------------ | ------------ | ----------- | ----------- | ------ |
|                | Union pour la défense de la République          | 59 193       | 31,30        | 87 579      | 48,30       | 1      |
|                | Républicains indépendants                       | 6 358        | 3,36         |             |             | 0      |
|                | Union des républicains de progrès               | 65 551       | 34,66        | 87 579      | 48,30       | 1      |
|                |                                                 |              |              |             |             |        |
|                | Section française de l'Internationale ouvrière  | 26 415       | 13,97        | Retrait     | Retrait     | 0      |
|                | Parti radical                                   | 23 477       | 12,41        | 29 193      | 16,10       | 1      |
|                | Convention des institutions républicaines       | 5 963        | 3,15         | Retrait     | Retrait     | 0      |
|                | Fédération de la gauche démocrate et socialiste | 55 855       | 29,53        | 29 193      | 16,10       | 1      |
|                |                                                 |              |              |             |             |        |
|                | Parti communiste français                       | 55 399       | 29,29        | 64 546      | 35,60       | 2      |
|                | Progrès et démocratie moderne                   | 10 731       | 5,67         | Retrait     | Retrait     | 0      |
|                | Parti socialiste unifié                         | 1 580        | 0,84         |             |             | 0      |
|                |                                                 |              |              |             |             |        |
| Inscrits       | Inscrits                                        | 241 202      | 100,00       | 241 266     | 100,00      | 4      |
| Abstentions    | Abstentions                                     | 48 577       | 20,14        | 53 369      | 22,12       |        |
| Votants        | Votants                                         | 192 625      | 79,86        | 187 897     | 77,88       |        |
| Blancs et nuls | Blancs et nuls                                  | 3 509        | 1,82         | 6 579       | 3,5         |        |
| Exprimés       | Exprimés                                        | 189 116      | 98,18        | 181 318     | 96,5        |        |

### Résultats par circonscription

#### Première circonscription (Moulins)
| Candidat       | Candidat             | Parti          | Premier tour | Premier tour | Second tour | Second tour |  |
| Candidat       | Candidat             | Parti          | Voix         | %            | Voix        | %           |  |
| -------------- | -------------------- | -------------- | ------------ | ------------ | ----------- | ----------- |  |
|                | Hector Rolland élu   | UDR (URP)      | 13 473       | 31,94        | 22 632      | 55,29       |  |
|                | Jean Billaud sortant | PCF            | 12 014       | 28,48        | 18 304      | 44,71       |  |
|                | Jean Cluzel          | CD (PDM)       | 10 731       | 25,44        | Retrait     | Retrait     |  |
|                | Jean Bardin          | FGDS (CIR)     | 5 963        | 14,14        | Retrait     | Retrait     |  |
|                |                      |                |              |              |             |             |  |
| Inscrits       | Inscrits             | Inscrits       | 54 947       | 100,00       | 54 945      | 100,00      |  |
| Abstentions    | Abstentions          | Abstentions    | 12 071       | 21,97        | 12 427      | 22,62       |  |
| Votants        | Votants              | Votants        | 42 876       | 78,03        | 42 518      | 77,38       |  |
| Blancs et nuls | Blancs et nuls       | Blancs et nuls | 695          | 1,62         | 1 582       | 3,72        |  |
| Exprimés       | Exprimés             | Exprimés       | 42 181       | 98,38        | 40 936      | 96,28       |  |

#### Deuxième circonscription (Montluçon)
| Candidat       | Candidat           | Parti          | Premier tour | Premier tour | Second tour | Second tour |  |
| Candidat       | Candidat           | Parti          | Voix         | %            | Voix        | %           |  |
| -------------- | ------------------ | -------------- | ------------ | ------------ | ----------- | ----------- |  |
|                | Henri Védrines élu | PCF            | 18 874       | 36,25        | 24 400      | 50,71       |  |
|                | Jean Nègre sortant | FGDS (SFIO)    | 15 538       | 29,85        | Retrait     | Retrait     |  |
|                | Marc Berthon       | UDR (URP)      | 11 292       | 21,69        | 23 712      | 49,29       |  |
|                | Robert Ferrand     | RI             | 6 358        | 12,21        |             |             |  |
|                |                    |                |              |              |             |             |  |
| Inscrits       | Inscrits           | Inscrits       | 63 742       | 100,00       | 63 734      | 100,00      |  |
| Abstentions    | Abstentions        | Abstentions    | 10 843       | 17,01        | 13 165      | 20,66       |  |
| Votants        | Votants            | Votants        | 52 899       | 82,99        | 50 569      | 79,34       |  |
| Blancs et nuls | Blancs et nuls     | Blancs et nuls | 837          | 1,58         | 2 457       | 4,86        |  |
| Exprimés       | Exprimés           | Exprimés       | 52 062       | 98,42        | 48 112      | 95,14       |  |

#### Troisième circonscription (Gannat)
| Candidat       | Candidat                    | Parti          | Premier tour | Premier tour | Second tour | Second tour |  |
| Candidat       | Candidat                    | Parti          | Voix         | %            | Voix        | %           |  |
| -------------- | --------------------------- | -------------- | ------------ | ------------ | ----------- | ----------- |  |
|                | Pierre Villon sortant réélu | PCF            | 16 672       | 37,78        | 21 842      | 50,42       |  |
|                | Joseph Katz                 | UDR (URP)      | 16 585       | 37,58        | 21 478      | 49,58       |  |
|                | Roger Southon               | FGDS (SFIO)    | 10 877       | 24,65        | Retrait     | Retrait     |  |
|                |                             |                |              |              |             |             |  |
| Inscrits       | Inscrits                    | Inscrits       | 56 253       | 100,00       | 56 237      | 100,00      |  |
| Abstentions    | Abstentions                 | Abstentions    | 11 238       | 19,98        | 11 335      | 20,16       |  |
| Votants        | Votants                     | Votants        | 45 015       | 80,02        | 44 902      | 79,84       |  |
| Blancs et nuls | Blancs et nuls              | Blancs et nuls | 881          | 1,96         | 1 582       | 3,52        |  |
| Exprimés       | Exprimés                    | Exprimés       | 44 134       | 98,04        | 43 320      | 96,48       |  |

#### Quatrième circonscription (Vichy)
| Candidat       | Candidat                       | Parti          | Premier tour | Premier tour | Second tour | Second tour |  |
| Candidat       | Candidat                       | Parti          | Voix         | %            | Voix        | %           |  |
| -------------- | ------------------------------ | -------------- | ------------ | ------------ | ----------- | ----------- |  |
|                | Gabriel Péronnet sortant réélu | FGDS (Radical) | 23 477       | 46,27        | 29 193      | 59,64       |  |
|                | Gérard Lambert                 | UDR (URP)      | 17 843       | 35,17        | 19 757      | 40,36       |  |
|                | René Riboulet                  | PCF            | 7 839        | 15,45        | Retrait     | Retrait     |  |
|                | Jacques Lapalus                | PSU            | 1 580        | 3,11         |             |             |  |
|                |                                |                |              |              |             |             |  |
| Inscrits       | Inscrits                       | Inscrits       | 66 260       | 100,00       | 66 350      | 100,00      |  |
| Abstentions    | Abstentions                    | Abstentions    | 14 425       | 21,77        | 16 442      | 24,78       |  |
| Votants        | Votants                        | Votants        | 51 835       | 78,23        | 49 908      | 75,22       |  |
| Blancs et nuls | Blancs et nuls                 | Blancs et nuls | 1 096        | 2,11         | 958         | 1,92        |  |
| Exprimés       | Exprimés                       | Exprimés       | 50 739       | 97,89        | 48 950      | 98,08       |  |